# Wacht (Stadtbezirk)
Eine Wacht ist seit dem Mittelalter ein Aufteilungsprinzip von einzelnen Städten und Gemeinden in der Schweiz und Süddeutschland in Bezirke, die sog. Wachten. Der Begriff hat sich insbesondere in der ehemaligen Reichsstadt Regensburg und im zürcherischen Raum in der Schweiz erhalten. Die Wachten in größeren Städten hatten erhebliche militärische, steuerliche und baurechtliche Bedeutung.

## Mittelalterliche Wachten in größeren Städten
Jeder Wacht stand in der Regel ein Wachtherr oder Wachtmeister vor, der weitreichende polizeiliche und militärische Vollmachten hatte. Er konnte sogar über Mitglieder des Klerus und einer eventuell ansässigen Judengemeinde verfügen, selbst dann, wenn sie Sonderrechte hatten.
Den Wachtherren standen z. B. in Regensburg Helfer zur Seite: ein Kapitänleutnant, ein Leutnant, ein Fähnrich und ein Wachtschreiber. Nur diese Offiziere trugen Uniformen. In jeder Wacht wurde eine Bürgerkompanie aufgestellt, die auch bei Gefahr von Feuer oder Tumulten zum Einsatz kam. Im Fall einer militärischen Bedrohung der Stadt hatten die jeweiligen Wachtmeister den Oberbefehl über die Bürgersoldaten ihrer Wacht. Den Oberbefehl über alle Wacht-Kompanien einer Stadt hatte der Rat der Stadt. Einmal im Jahr versammelten sich die Bürger der Wachten zum sog. Wachtgeding. Bei dieser Versammlung verkündeten die jeweiligen Wachtherren den Bürgersoldaten ihre Pflichten und Rechte und die Bürgersoldaten leisteten den Treueschwur. Im 17. Jahrhundert entschlossen sich die Städte, die Bürger von militärischen Aufgaben zu befreien und beriefen Berufssoldaten für den städtischen Wachtdienst und für die Bewachung der Stadttore. Für die Berufssoldaten wurden spezielle Wachtgebäude erbaut, wie z. B. in Regensburg die Alte Wache.
Die Wachten einer Stadt hatten ortstypische Benennungen und boten damit schon im Mittelalter Möglichkeiten, die jeweilige Lage von Gebäuden und Anwesen auch ohne Straßennamen und Hausnummern zumindest grob zu kennzeichnen. Wenn z. B. bei Verkäufen nähere Lagebeschreibungen für Gebäude nötig waren. erfolgten diese Angaben durch Zusätze, in denen man sich auf bekannte, in der näheren Umgebung befindliche typische Gebäude (Kirchen, Türme, Wirtshäuser) bezog.

## Wachten im Zürcherland
Wacht bezeichnet im zürcherischen Raum auch heute noch bestimmte Ortsteile. Eine Aussenwacht einer Gemeinde meint dabei einen Weiler oder ein Dorf, welches von der Größe her keine eigene Gemeinde darstellt bzw. nicht über die Infrastruktur einer solchen verfügt.
Die Stadt Winterthur besitzt mehrere solcher Aussenwachten wie beispielsweise Reutlingen, Stadel, Iberg, Ricketwil, Neuburg oder Sennhof. Weitere Aussenwachten gibt es in Gemeinden der Region um Winterthur wie etwa um Hagenbuch ZH oder in Gemeinden des Zürcher Oberlandes wie z. Bsp. um Wald, Bauma oder Bäretswil. Auch in Gossau werden die Ortschaften der Gemeinde als Wachten bezeichnet.
Mit der Einführung der allgemeinen Schulpflicht 1833 im Kanton Zürich schlossen sich Aussenwachten genossenschaftlich zu Schulwachten zusammen, um den neuen Erfordernissen nachzukommen. Diese Schulwachten gibt es teilweise noch heute. Nach der Vereinheitlichung des Schulwesens in den Gemeinden, verloren die Schulwachten aber zunehmend an Bedeutung.

## Wachten in Regensburg

### Entstehung
Spätestens seit dem späten 12./frühen 13. Jahrhundert war das Stadtgebiet von Regensburg in Wachten aufgeteilt. Der erste nachweisbare Wachtmeister wird in einem Leibgedingsbrief des Klosters Weihenstephan für einen Regensburger Bürger um ca. 1200 erwähnt. Der erste Beleg für die Zahl von acht Wachten stammt aus dem Jahre 1307.

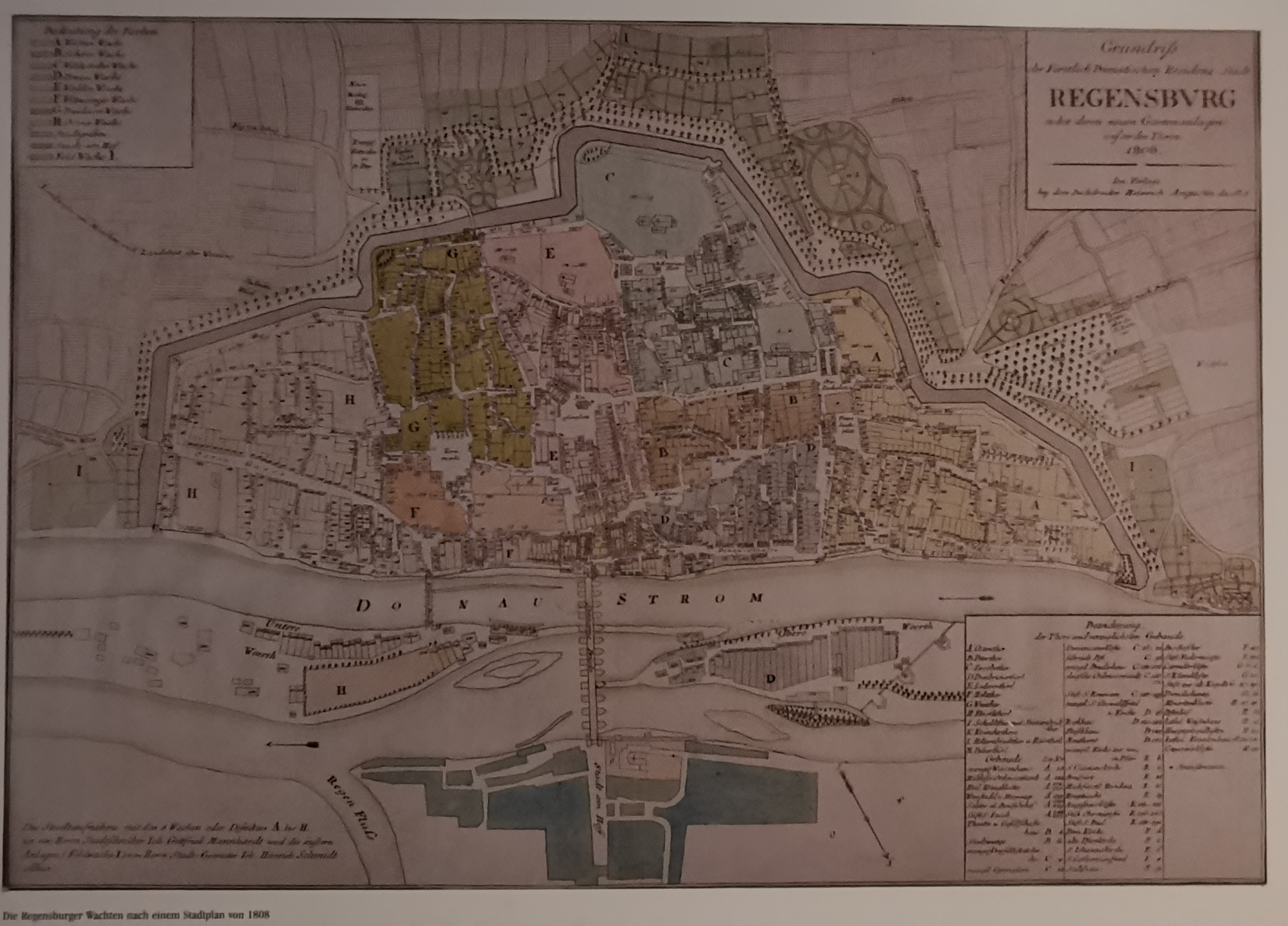
Historisches Museum: Kartierung der Wachten in Regensburg 1808

### Einteilung
Die Stadt Regensburg war innerhalb der sie einschließenden Stadtmauer spätestens seit dem Jahr 1307 in acht Wachten aufgeteilt, von denen vier am Kohlenmarkt zusammenstießen. Für die beiden Stadtbezirke, die mit der westlichen bzw. östlichen Stadterweiterung entstanden waren, wählte man die Bezeichnungen Westnerwacht und Ostnerwacht. Fünf Wachten wurden in Regensburg nach bekannten Straßen, Gebäuden, Flüssen oder nach den dort angesiedelten Handwerkern benannt, wie z. B. die Wahlenwacht (Wahlenstraße), die Donauwacht (Nähe Donauufer), die Pauluserwacht (Jesuitenkolleg St. Paul), die Schererwacht (Tuchscherer), oder die Wildwercherwacht (Kürschner). Für eine Wacht gab es die ortstypische Bezeichnung Wittwangerwacht (Witt für Brennholz).
Die Einteilung in Wachten hielt sich bis zum Ende des 18. Jahrhunderts und blieb auch danach noch erhalten. Ab 1794 hatte die Nummerierung der Häuser innerhalb der Wachten begonnen und die Wachten wurden durch Großbuchstaben von A bis H (Litera) statt durch Namen bezeichnet. In der Folge konnten dann auch Beschilderungen mit Kurzbezeichnungen aus Großbuchstaben mit Ziffern an Häusern angebracht werden. 1803 erschien ein Stadtplan noch ohne Angaben von Straßennamen, nur mit Kennzeichnung der Wachten. Erst 1808 erschien ein Stadtplan mit Straßennamen und Hausnummern. Als nach 1810 die Stadt Regensburg an das Königreich Bayern fiel und dann auch die Stadtmauern fielen, kamen Gebiete außerhalb der Stadtmauer an die Stadt, die einer weiteren Wacht mit der Bezeichnung Feldwacht (Lit J) zugeordnet wurden.

### Aufgaben
Als am 16. Juni 1471 Kaiser Friedrich III in der Stadt eintraf zur Teilnahme am Regensburger Christentag, auf dem die Türkensteuer beschlossen werden sollte, wurden auch 10.000 Delegierte erwartet, darunter auch Delegationen aus den italienischen Metropolen Mailand, Venedig und Neapel und auch aus Ungarn, Polen und Böhmen. Sie alle mussten für die von Juni bis August tagende Versammlung in der Stadt sicher untergebracht und versorgt werden. Diese Aufgabe erledigte die Stadt Regensburg, die schon 1454, 1463 und 1469 Erfahrungen mit der Abhaltung von Versammlungen der Reichsfürsten und Reichsstädte gewonnen hatte. Grundlage zur Erledigung dieser Aufgabe war das gut organisierte System der Stadtwachten, deren Mitglieder auch behilflich waren bei der innerstädtischen Kommunikation der Delegierten. Dafür waren die Glocken am Marktturm beim Rathaus wichtig. Sie wurden mit verschiedenen Klängen (Sturmglocke, Feuerglocke, Marktglocke, Uhrglocke, Bierglocke) oder Signalen als Kommunikationsmittel eingesetzt.